# Челядник
Челядник ― ремесленник у цехового мастера в городах Польши и Великого княжества Литовского.

## Челядник по цеховому уставу
В большинстве уставов цехов челядником называли работника, который прошёл курс ученичества, но не выполнил еще всех требований, чтобы стать подмастерьем. Например, по уставу скорняжного цеха Минска (1647) челядником считался тот, кто отработал у мастера год и 6 недель после обучения.
В отличие от подмастерья челядник получал плату не на основании устава цехов, а ту, что давал мастер. В некоторых цехах Могилёва челядник ― иногородний ремесленник, работавший за определённую плату, а не «с третьего гроша», как подмастерье.